# 足立正生
足立 正生（あだち まさお、1939年〈昭和14年〉5月13日 - ）は、日本の映画監督・脚本家・俳優。パレスチナ解放人民戦線・日本赤軍の元メンバー。
福岡県八幡市（現・北九州市八幡東区）出身。日本大学芸術学部映画学科中退。若松プロダクション参加、若松孝二の盟友とされる。

## 経歴

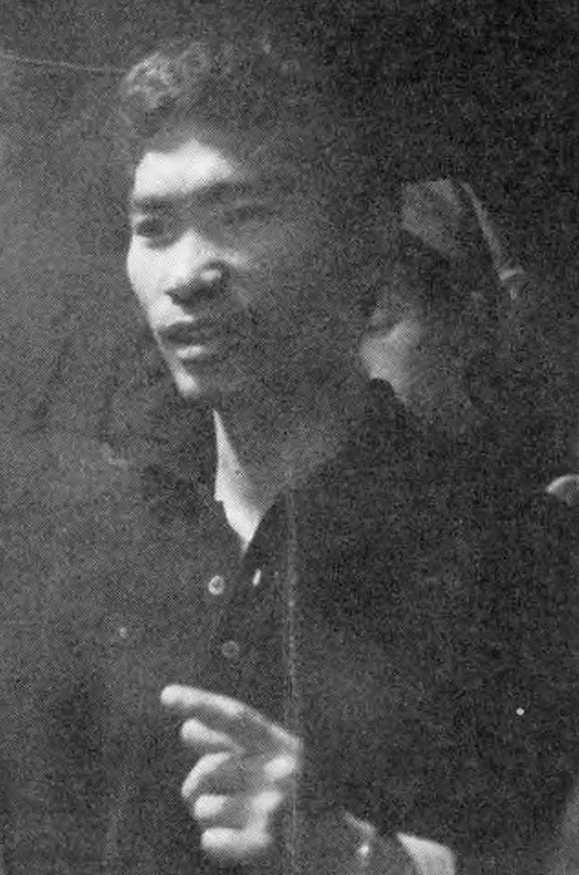
『映画評論』1967年2月号より。

1939年5月13日、福岡県八幡市（現・北九州市八幡東区）に生まれた。八幡市立中央中学校と福岡県立八幡高等学校を卒業。1959年、日本大学芸術学部映画学科に入学。新映画研究会を立ち上げた。同時期に、VAN映画科学研究所を設立。
1961年の監督映画『椀』が学生映画祭大賞を受賞し、1963年の自主製作映画『鎖陰』でも脚光を浴びた。1964年、飯村隆彦、石崎浩一郎、大林宣彦、高林陽一、金坂健二、佐藤重臣、ドナルド・リチーらと実験映画製作上映グループ「フィルム・アンデパンダン」を結成。1966年、『堕胎』で商業映画監督デビューを果たした。
日本大学中退後は、若松孝二が設立した独立プロである若松プロダクションにて活動。1969年、若松プロダクション製作による『女学生ゲリラ』の監督を務めた。また、若松プロダクションではピンク映画の脚本を数多く手がけている。
1971年、カンヌ国際映画祭からの帰国途中、若松孝二とともにパレスチナへ渡った。パレスチナ解放人民戦線のゲリラ隊に加わり共闘しつつ、ゲリラ隊を題材とする『赤軍ーPFLP　世界戦争宣言』の撮影・監督を務めた。
1974年、重信房子が率いる日本赤軍へ合流し、国際手配された。日本赤軍ではスポークスマンの役割を担ったという。1997年、レバノンで逮捕され、ルミエ刑務所にて3年間の禁錮刑を受けた。2000年3月、刑期が満了し日本へ強制送還された。2007年、日本赤軍の岡本公三をモデルとする『幽閉者 テロリスト』（田口トモロヲ主演）を監督した。
2011年、フランスのフィリップ・グランドリュー監督が『美が私たちの決断をいっそう強めたのだろう 足立正生』（原題 : 英語: Masao Adachi. Portrait）を製作し、日本では東京都渋谷区のアップリンクにて2012年12月に公開された。同作品の公開を記念し、アップリンクでは足立の脚本・監督4作品を上映する「特集 足立正生」が開催された。
2016年には『断食芸人』を監督し、第45回ロッテルダム国際映画祭のディープフォーカス部門に正式出品されたほか、同映画祭にて足立の特集上映が行われた。
2011年に設置された日本映画大学では非常勤講師を6年間務めた。
2022年9月、同年に発生した安倍晋三銃撃事件を題材にした映画『REVOLUTION+1』を制作中であると報じられた。足立は「国家に対するリベンジだ」と語ったという。安倍晋三の国葬に反対を表明しており「国葬だけは許せない。きょう（2022年9月27日）上映するため、国葬の時にやりたいと思ってつくった国葬反対の映画。」だとした。

## フィルモグラフィー

### 映画
- 今日もまた過ぎた（1960年） - 監督・脚本・製作
- 椀（1961年） - 監督
- 鎖陰（1963年） - 監督・製作
- 胎児が密猟する時（1966年） - 助監督
- 堕胎（1966年） - 監督
- 避妊革命（1966年） - 監督
- 犯された白衣（1967年） - 脚本
- 銀河系（1967年） - 監督・脚本・製作
- 帰って来たヨッパライ（1968年） - 脚本
- 腹貸し女（1968年） - 脚本
- 性地帯 セックスゾーン (1968年） - 監督
- 毛の生えた拳銃（1968年） - 出演
- 絞死刑（1968年） - 出演
- 新宿泥棒日記（1969年） - 脚本
- ゆけゆけ二度目の処女（1969年） - 脚本
- 性遊戯（1969年） - 監督
- 女学生ゲリラ（1969年） - 監督
- 狂走情死考（1969年） - 脚本・出演
- 略称・連続射殺魔（1969年） - 監督・製作[注 2]
- 新宿マッド（1970年） - 脚本
- 性賊 セックスジャック（1970年） - 脚本
- 叛女・夢幻地獄（1970年） - 監督
- 性教育書 愛のテクニック（1970年） - 脚本
- 性輪廻 死にたい女（1971年） - 脚本
- 秘花（1971年） - 脚本
- 愛の行為 続・愛のテクニック（1971年） - 脚本
- 噴出祈願  十五代の売春婦（1971年） - 監督・脚本
- 赤軍-P.F.L.P 世界戦争宣言（1971年） - 監督・出演
- 天使の恍惚（1972年） - 脚本・出演
- (秘)女子高生 恍惚のアルバイト（1972年） - 脚本
- 高校生無頼控（1972年） - 脚本
- ピンクリボン（2004年） - 出演
- 幽閉者 テロリスト（2007年） - 監督・脚本
- 砂の影（2008年） - 出演
- 革命の子どもたち（2010年） - 出演
- 美が私たちの決断をいっそう強めたのだろう/足立正生 （2011年） - 出演
- 21世紀アヴァンギャルド （2013年） - 出演
- 断食芸人（2016年） - 監督・脚本・企画・編集
- なりゆきな魂（2016年）- 出演
- 月夜釜合戦（2017年）- 出演
- 月蝕歌劇団「ねじ式・紅い花」(2017年）- ゲスト出演
- REVOLUTION+1（2022年）- 監督・脚本[25]
- 国葬の日（2023年）- 出演
- 逃走（2025年）- 監督・脚本

## 著書
- 足立正生『映画への戦略』晶文社、1974年
- 足立正生、平沢剛『映画/革命』河出書房新社、2003年 ISBN 978-4309266121）
- 足立正生、山口猛『塀の中の千夜一夜 アラブ獄中記』愛育社、2005年 ISBN 978-4750002323）

## 出演
- 『深堀TV ver2』（ニコニコ生放送、2025年4月1日）[26]